# Зазим'я
Зазим'я — село в Україні, у Броварському районі Київської області. Адміністративний центр Зазимської сільської громади.
Площа — 285224749865545,0 га, населення — 3072 осіб (2023).

## Історія
Поселення було засноване князем Городецьким у 1128 році. Проте перше поселення, яке називалось Зимнє, виникло, очевидно, значно раніше — у X столітті, поблизу язичницького центру, у середині X ст. за правління княгині Ольги. Місцеві перекази переповідають про події часів Солов'я — розбійника, який мав на острові палац. Пізніше тут був град монахів, стояла Давидова божниця.
Другим важливим періодом в історії села були події 1630 р., коли Петро Могила брав облогою захоплене греко-католиками Зазим'я. Нарешті, у 1920 р., село увійшло в історію країни своїм повстанням проти радянської влади, боротьбою з регулярними частинами Червоної Армії. У селі збереглась давня Зазимська церква з іконою Святого Спаса.

### Давні часи (до ХІІ ст.)
На території сучасного Зазим'я вздовж лівого берега р. Десни були знахідки майстерень лобойківської металургійної традиції(16-13 ст до н. е.).
Крім того було ряд археологічних розкопок, що відносяться до періоду Енеоліту (4—2 тис. до н. е.), цей час називають Трипільською культурою.
У середині IX ст. утворилась Київська Русь до складу якої входила також і Броварщина, так зване «Подесення». У XII ст. йшла боротьба між Київськими і Чернігівськими князями за землі, що були багаті на густі мішані ліси, ягоди, гриби та звірів. Тут водилися тури, ведмеді, вепри, лосі, олені, козулі і навіть дикі коні. Луги і пасовиська тут були багаті на густі соковиті трави, зрошувані кожної весни розливом Десни. Безліч маленьких і великих озер покривали ці землі, у яких водилося багато риби. Сюди часто для полювання і лову риби приїжджали князі з боярами і дружиною.
У цей час Десна мала безліч так званих рукавів і от один з цих рукавів охоплював територію сучасного с. Зазим'я, утворивши собою, як би острів. Ще в радянські часи тут можна було побачити сліди цього рукава — декілька природних джерел, з яких довгий час жителі Зазим'я брали воду.

### Заснування села Зазим'я (12-13 ст.)
З історичних документів ми довідуємось про походження села Зазим'я на Придесенні. У 1113—1125 р. великим князем Київським був Володимир Мономах. Він видав свою дочку Агафію за князя Всеволода Городецького, який жив в Городці Остерському на березі Десни. Великий князь виділив молодому сімейству частину розкішних земель лівобережного Придесення на Київщині, які увійшли до Остерської волості. Князь же Всеволод Городецький у 20-х роках XII ст. заснував тут поселення, що носять нині назви Зазим'є і Літки, на початку вони називались Зазимов'є і Літковичі. Так назвав ці села літописець. Князь Всеволод помер у 1140 році. Ще під час його життя у 1136 році Остер і придеснянські землі перейшли у володіння сина Володимира Мономаха — Юрія Довгорукого.
У 1139 р. ці землі перейшли у володіння князя Всеволода Ольговича Чернігівського. Між двома князівствами (Київським і Чернігівським) йшла міжусобна війна за ці землі. Вони часто переходили від одного князя до іншого.
В кінці 1160-х роках Остерську волость тримав Михаїл Юрієвич.
У 1240 році Придеснянські населені пункти Остерської волості були знищені монголо-татарським військом. Вся територія південної Русі була окупована татарами.

#### Назва села
Назва Зазимов'є має цікаве походження. У ті далекі часи територію сучасного села обіймали рукава древньої Десни, і перше поселення на цьому місці розміщувалося ніби як на острові. При в'їзді в село є давнє урочище «Придверна». Це була південна частина острову, на якому розміщувався дитинець: князівський зимовий будинок-терем, двір, дерев'яний храм Преображення Господнього. До цього берега причалювали кораблі і тут була переправа. Далі, на північному березі цього острову, за князівським двором селилися люди, що працювали на князя.
Це поселення людей мало місце за зимовим двором князя і тому називалося воно спочатку За-зимне, За-зимовє, пізніше назва трансформувалася в Зазим'є. Згодом Десна стала змінювати русло, відходити на північ у результаті чого рукав Десни з Південної частини острова перетворився в болото, яке в одному місці жителі загатили (засипали, утрамбували) зараз це місце називається Стара Гать.

### Зазимські землі у складі Великого князівства Литовського (1362—1569)
У XIII—XIV ст. піднімається Велике князівство Литовське, яке поступово відвойовує у татар руські землі — спочатку Галицьку і Волинську (серед. XIV ст.) потім наддніпровські землі в тому числі і Придесення.
У 1362 р. литовське військо великого князя Ольгерда разом з українськими ополченцями перемогло татар на р. Сині Води в результаті чого Київська, Переяславльська, Подільська, а потім Чернігово-Сіверські землі увійшли до складу Литовського князівства.
Проте фактично Київ та околиці захопив і приєднав до своєї держави Ольгерд — правитель Великого князівства Литовського тільки у 1363 році.
У 1426 р. Остер із прилеглими землями був переданий великим князем Вітовтом "питомому" князю Дмитрові Сокирі. Він заново відбудував у Зазим'ї нову дерев'яну церкву на місці старої, котру спалили татари.
Після ліквідації литовцями Київського князівства 1470 року, у 1471 році утворюється Київське воєводство і утворюється Остерський повіт.
У 1494 кримський хан Менглі-Гірей випалив міста і села між Черніговом і Києвом. Зазим'є було знищено цілком.
Наприкінці 1490 році дочка Дмитра Сокири Марія Трабська отримує у володіння землі Зазим'я. Вона була бездітною і тому після її смерті литовський уряд за її заповітом у 1505 розі віддає ці землі віленському воєводі Ольбрихту Гаштольду (1505 р.).
У XVI ст. Троєщина, Погреби, Зазим'є, Пухівка та інші села переходять у володіння Києво-Печерського монастиря.
Історик Петро Клишта пише, що після руйнування у 1240 році Зазим'я починає відновлення лише після 1550-х років.

### Зазим'я у складі Речі Посполитої (1569—1649)
У 1569 р. згідно з Люблінською унією Київські і Чернігівські землі переходять до королівства Польського. Того ж року Зазим'я стало належати Київській митрополії, тобто Києво-Софійському кафедральному собору.

#### Брестська унія і резиденція греко-католиків у Зазим'ї (1596—1630)
Брестська унія 1596 р.  стала вагомим кроком полонізації українських земель. В результаті цього об'єднання Київську митрополію передали від юрисдикції Константинопольського патріарха до Римського престолу. З цього моменту католики та греко-католики насильно забирають у православних земельні наділи, церкви, монастирі, забороняється православним навчатись у вищих школах, обіймати високі державні посади.
Київський митрополит Михайло Рогоза, який прийняв греко-католицизм, передав греко-католикам Софіївський і Видубецький монастирі. А всі землі, які належали православним монастирям він передав греко-католицьким. Село Зазим'я передали греко-католицькому Софійському монастирю і зробили його резиденцією Київського біскупа. Дерев'яний храм Переображення Господнього став костьолом Св. Миколи.
Мається квитанція від 8 листопада 1601 року про податковий збір у селі Зазим'є за 10 димів(димарів, селянських господарств).
У документах 1615 р. село пригадується, як нововідбудоване.
Під час свого служіння тут у резиденції в Зазим'ї до 1630 року проживав уніатський Митрополи́т Київський, Галицький та всієї Русі Йо́сиф Велями́н-Ру́тський. Він у 1624 році розпочав спільні розмови з альтернативним митрополитом Іовом Борецьким, архієпископом Мелетієм Смотрицьким, православним митрополитом Петром Могилою для порозуміння «однієї Руси з другою» і можливого створення Київського патріархату.
У XVII ст. ченці Свято-Софіївського монастиря побудували на краю села під лісом склозавод — гуту, що працював до кінця XVIII ст.

#### Повернення Зазим'я до православного підпорядкування Петром Могилою у 1630 році
У 1620 відновлено православну Київську митрополію, глава якої знову став носити титул Митрополита Київського та всієї Русі.
З ініціативи архімандрита Києво-Печерського монастиря Петра Могили 1630 р. частина сіл, у тому числі і Зазим'є, за допомогою козаків звільнили від католиків, а костьол святого Миколи знову освятили на честь Переображення.
12 липня 1630 року озброївши з різних сіл що монастирю Печерському Київському належать, а саме: з двох сіл Пухівка, з Пуховівської Слобідки, з Новосілок, з Броварів, з Дубеченок двох, з Сваромля, з Тарасович, з Вишняків, Гнідина, Осокорків, з Троєщини і інших різних сіл підданих і бояр, яких було під тисячу і запросивши для керівництва ними близько 150 запорізьких козаків, відправив їх у володіння уніатського митрополита Йосифа Вельяміна Рутського — Зазим'я. Вони протримали село в облозі протягом тижня, а самі частково зібрали, а частково знищили весь хліб на полях Зазим'я, вирубали бортні дерева і завдали інший шкоду зазимцям.
Православній Церкві було повернено Софіївський монастир, всі землі і села (в тому числі і Зазим'я) було залишено за монастирем. У 1633 р. Петро Могила зміг у польському Сеймі відстояти права Православної Церкви і відновив Київську митрополію.

### Зазим'я у складі Гетьманщини (1649—1764)

#### У складі Броварської сотні(1649—1667)
Отримавши Універсали від Хмельницького, у червні 1648 року, броварчани повстають, оголосивши себе козаками, вони виходять з-під юрисдикції Речі Посполитої і знищують польський загін.
В січні 1649 року у Броварах створюється Броварська козацька сотня Київського полку. Зазим'я згідно нового адміністративно-територіального устрою потрапляє до її складу.
У 1651 р. Київський полк на чолі з Антоном Ждановичем захищав Київ від нападу литовського війська. У січні 1654 р. у Переяславі ще ні, а у березні в Москві був укладений міждержавний договір, за яким Гетьманщина одержала статус автономії у складі Московського царства.

#### У складі Київської сотні (1667—1782)
Після Андрусівської угоди 1667 року за якою лівобережна Україна з Києвом залишалася за Московією, а правобережна за Річчю Посполитою, Броварська сотня разом з Погребами та Зазим'ям увійшли до Київської сотні Київського полку.
У 1686, після приєднання Лівобережної Гетьманщини до Московії Київська митрополія була приєднана до Московського патріархату.
Наприкінці XVII — на поч. XVIII ст. на правому березі проти поляків боровся фастівський полковник Семен Палій. Його прагнення було — об'єднати лівобережну і правобережну Україну під владою Московії. Відомо те, що дружину він собі знайшов у селі Зазим'ї і навіть вінчався в сільській церкві.
1700 року гетьманом Іваном Мазепою було подано і височайшею грамотою затверджено за Київською митрополією серед ряду угідь і населених пунктів зокрема і Зазим'я.
У 1706 р. був перебудований дерев'яний храм Преображення Господнього у с. Зазим'ї «стараннями Софіївського монастиря і доброхотів (прихожан Зазим'я та Погребів)». Мається історичний документ XVIII ст., у якому управитель с. Зазим'я ієромонах Сава просив благословення у настоятеля Софіївського монастиря архімандрита Тимофія (Щербацького) на збирання пожертвувань для ремонту зазимського храму серед запорізьких козаків.
У 1708 р. Лівобережна Україна ввійшла до складу новоствореної московитами Київської губернії.
У 1729 році велика кількість сарани напала на угіддя Зазим'я. Через це губернатор звільнив село від сплати податків на три роки.
У 1782 році Гетьманщина, а з нею і Київська сотня була ліквідована, а її територія розділена між Київським та Остерським повітами Київського намісництва до якого і увійшло Зазим'я.

### Зазим'є у складі Російської імперії (1764—1917)

#### Перша Малоросійська губернія (1764—1781)
Утворена в 1764 році з частини Лівобережної України після остаточної ліквідації інституту гетьманства. Губернія в 1764—1775 роках складалася з 10 полків (адміністративно-територіальних і військових одиниць, успадкованих від Гетьманщини).
У генеральному описі Лівобережної України 1765—1769 р. «Румянцевская опись Малоросии» говориться, що с. Зазим'я розміщується біля річки Козарки (нині Козарка — озеро). Мабуть ще в той час сьогоднішні озера Хома і Коноплянка-Козарка були рукавом Десни і деснянські води протікали біля села та впадали у річку Дніпро. Зазим'є належало Києво-Софіївському монастирю. У селі була дерев'яна церква на честь Воскресіння Христового, біля церкви школа, монастирський двір, яким керував священик Григорій Калиновський.
При цьому дворі працювала винокурня на три казани. Сировину для винокурні купували на ярмарках у Києві, Борисполі і Броварах. Вина виготовляли по 400 відер у рік. Крім цього була ще пасіка на 50 вуликів та один водяний млин. У селі нараховувалося 28 дворів посполитих селян і одна безземельна хата, населення становило 266 осіб. Щороку в казну монастиря з одного двору потрібно було сплатити один карбованець і дві копійки крім того, одна людина з двору зобов'язана була відробити 5 днів у тиждень на монастирському господарстві.

#### У складі Київського намісництва (1781—1796)
У вересні 1781 році було ліквідовано полковий адміністративно територіальний устрій. Зазим'я увійшло до Броварської волості Остерського повіту Київського намісництва.
В описі Київського намісництва 1781 р. у Зазимї нараховується 44 хати, Літках — 30, Пухівці — 55, Броварах — 149. У документі говориться про рід занять селян цих земель. Як і скрізь тут займалися землеробством і тваринництвом. На полях сіяли жито, овес, ячмінь, пшеницю, просо і горох. Заготовлювали й обробляли коноплі і льон. При кожному дворі був наділ землі, на якому селяни вирощували огірки, петрушку, цибулю, часник і багато чого іншого (крім картоплі, якого ще тоді в XVIII ст. не знали). З домашніх тварин вирощували корів, волів, овець і незамінних для сільської праці коней.
Указом Катерини II у 1782 р. монастирські землі Київщини і Чернігівщини були зараховані до державної казни. Села Зазим'я, Погреби, Пухівка та ін. стали казенними, тому кріпацтво не торкнулось селян цієї місцевості. У порівнянні з кріпаками ці селяни мали вигідніше положення. Селяни Зазимя мали наділи земель і лугів у Придесенні за Броварами: Зазимські піски (нині с. Перемога).

#### У складі Другої Малоросійської губернії (1796—1802)
У 1796 р. намісництва, як адміністративно-територіальні одиниці були скасовані. Зазим'я ввійшло до складу Малоросійської губернії.

#### У складі Чернігівської губернії (1802—1917)
В 1802 р. була створена Чернігівська губернія, до якої відійшов Остерський повіт Чернігівської губурнії, що разом з Полтавською губернією разом становили Малоросійське генерал-губернаторство.
У XIX ст. стрімко розвивалося сільське господарство, поліпшується торгівля, розвиваються товарно-грошові відносини. Швидко збільшується населення в цьому краї. Відповідно до списку населених місць центрального комітету міністерства внутрішніх справ Росії за 1859 р. було:
| Населений пункт       | Зазим'я | Пухівка | Погреби | Бровари |
| --------------------- | ------- | ------- | ------- | ------- |
| Кількість дворів1859  | 125     | 92      | 90      | 239     |
| Кількість жителів1859 | 724     | 779     | 499     | 1241    |

##### Після маніфесту 1861р. Ремесла, торгівля в 19 ст.
Після маніфесту 1861 р., який скасував кріпацтво в 1866 р. був виданий закон про державних селян, наділяючи їх землею з правом викупу. Причому кількість землі надавалось більше і розмір викупу менший, ніж колишнім кріпакам. Таким чином селянська реформа сприяла поліпшенню господарства в країні.
Головним заняттям, як і раніше було землеробство і тваринництво. Зазимці велике значення приділяли рибній ловлі, полюванню, бджільництву, випалюванню, добуванню вугілля, виготовленню цегли та березового дьогтю. Вугілля і цеглу поставляли в Київ, дьоготь продавали по селах. Пряли нитки з вовни, льону і коноплі. Заможні зазимці мали водяні млини на річці Десна. Молотити зерно приїжджали з Броварів, Требухова, Красилівки та з інших сусідніх сіл.
Через Зазим'я проходив торговий шлях, який поєднував Чернігів з Києвом. Купці їхали через Остер, Літки, Зазим'я і далі до Києва. Біля Новосілок була споруджена переправа через Десну. Від річки лежала ґрунтова дорога через с. Зазим'я в Бровари. Завдяки торгівлі зазимці завжди мали зиск. Позаяк свого хліба не вистачало, адже було мало ораних земель, вони продавали сіно і купували хліб. Деякі селяни, щоб заробити хліб щороку влітку ходили на заробітки до чорноземних районів Чернігівщини, Київщини та Полтавщини. Заміняли також на хліб і лісоматеріали. Важливе значення для розвитку господарства мала Санкт-Петербурзька шосейна дорога, що проходила через Бровари, і «Києво-Воронезька» залізниця, що проходила біля Броварів.

##### Освячення нового кам'яного храму у 1865
У 1865 р. був освячений новий великий цегляний храм на честь Воскресіння Христового. Кошти виділив уродженець Зазим'я архієпископ Павло (Суботовський). Натомість старий дерев'яний храм перенесли у село Погреби. Дзвіниця була прибудована в 1900 році.

##### Перед першою світовою війною
Наприкінці XIX ст. прискорилися економічні темпи розвитку. Збільшилися наші села і міста. Згідно з даними опису Чернігівської губернії 1897 р. проживало жителів і було будинків:
| Населений пункт       | Зазим'є | Пухівка | Погреби | Бровари |
| --------------------- | ------- | ------- | ------- | ------- |
| Кількість дворів1897  | 340     | 336     | 204     | 464     |
| Кількість жителів1897 | 1732    | 1850    | 1117    | 4312    |

Збільшилася кількість ярмарків у великих селах і містах. Зазимці активно брали участь у цих ярмарках. На початку XX ст. була Російсько-японська війна, перша світова війна. Зазим'я стежило за цими подіями, і більш того, чоловіче населення відбувало в них свою військову повинність.
По проекту російських військових стратегів через р. Десна в 1914—1917 був побудований дерев'яний міст від якого йшла дорога на Вишгород. Від деснянського моста до с. Зазим'я був насипаний земляний вал-дорога. Вся ця дорога від зазимського лісу до Десни була щільно викладена (вимощена) міцними сосновими брусами. Дотепер цю вулицю по старій пам'яті називають «мостова», хоча зараз вона називається Деснянською. Російські генерали розраховували на те, щоб можна було швидко перекидати війська через Білорусь і північну Україну далі на захід.

### Зазим'я у час національно визвольної боротьби (1917—1920)

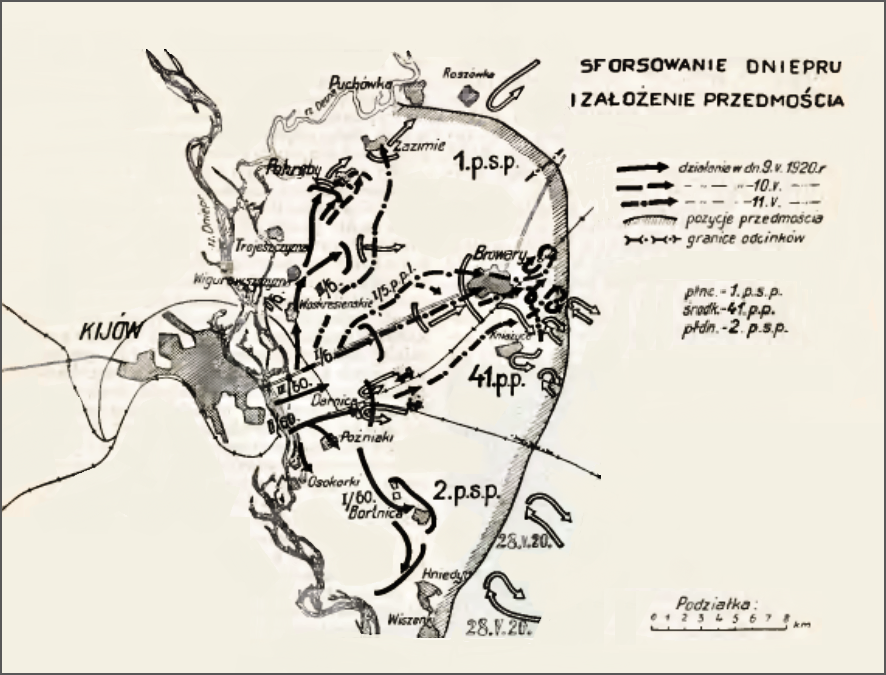
Стан польських військ на 11.05.1920, Otton Laskowski (Ред.), Encyklopedia wojskowa T. 4

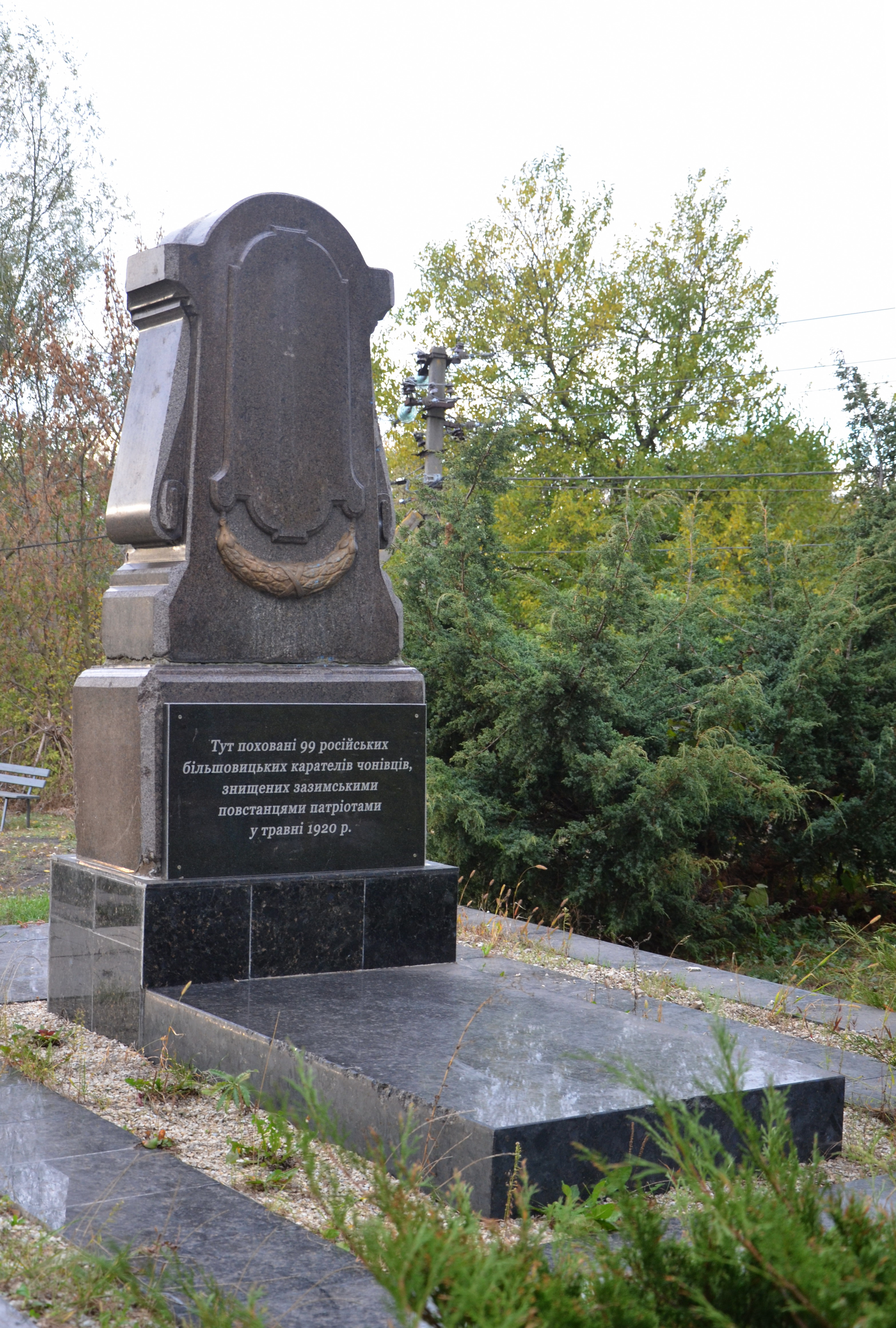
Братська могила чекістів, Зазим'я (демонтована у 2025 році)

У 1918 році постановою уряду Української Народної Республіки Зазим'я увійшло до складу Київської губернії.
Навесні 1920 відбулось повстання селян проти радянської влади. Зазимці вбили 99 чекістів, яких поховали навпроти церкви. Військами більшовиків було спалене все село, згоріли церква і школа.
11 травня польсько-українські війська вибили більшовиків із села. Зазим'я стало найсхіднішою точкою польського наступу 1920 року.
Міст через Десну був зруйнований у травні 1920 р., коли відбувалися бої між польськими і радянськими військами.

### Перший радянський період (1920—1941)
Весною 1923 року Зазим'я увійшло до складу новоутвореного Броварського району Київської губернії, яка у 1925 році стала Київською округою.
1930 року Броварський район було ліквідовано, а Зазим'я підпорядкували Київській міській раді.
У 1932-33 роках зазимці постраждали від Голодомору.
У квітні 1937 року Зазим'я передали відновленому Броварському району Київської області.

### Німецька окупація (1941—1943)
Німецькі війська окупували Броварський район 19 вересня 1941 район. Частина молоді була вивезена у Німеччину, як остарбайтери.
В тодішньому адміністративному поділі Рейхкомісаріату Україна Зазим'я входило до Броварського району, Бориспільського ґебіту Київської генеральної округи.
Під час другої світової війни всі найближчі села були спалені німецькими загарбниками. Село Зазим'я мінімально постраждало через те, що шкільний вчитель Юрій Владиславович Тарковський, який бездоганно володів німецькою мовою, переконав німців у тому, щоб вони не чинили лиха зазимцям, житла яких через опір проти радянської влади були спалені у 1920р..
27 вересня 1943 року Зазим'ям оволоділи частини 38-ї армії Степового фронту.
За участь у боях проти нацистських загарбників у роки Другої світової війни 68 жителів села нагороджено орденами й медалями. 259 чоловік полягло смертю героїв.

### Другий радянський період (1943—1991)
1947 році — неврожай і черговий голод. Жителі району, щоб вижити, ходили до Києва і там вимінювали хліб, крупи, борошно. Молодь Зазим'я брала активну участь у відбудові Києва.

### Незалежна Україна (1991-дотепер)
22 грудня 2019 року була утворена Зазимська сільська громада з центром у селі Зазим'я. Площа громади — 250,59 км², населення — 9159 осіб (2020).

### Голови Зазим'я
- 1924 — Суботовський[15]
- 1994-2019 — Людмила Спичак
- 2020- дотепер — Крупенко Віталій

## Освіта
У 1766 р. в митрополичому с. Зазим'ї при церкві Воскресіння Христового, у якій відправляли богослужіння, була школа. Грамоти сільських дітей навчав дяк. Церковнопарафіяльна школа в Зазим'ї працювала тривалий час, але на початку 70-х XIX ст. виникла потреба відкрити нову школу. У 1879 р. навпроти церкви збудували школу, то було однокласне сільське училище. Про освіту сільських дітей подбало Остерське повітове земство. Училище перебувало у відданні Міністерства народної освіти. До школи прийняли 79 дітей, першим учителем був А. І. Пусен.
Певний час у Зазимській школі навчалися діти з навколишніх сіл Погребів, Пухівки, Рожівки, навіть з волосного містечка Бровари. У 1896 р. школу відвідували 143 учні.
На початку XX ст. однокласне училище було перетворено на двокласне. У 1920 р. вже на базі двокласного училища відкрили початкову трудову загальноосвітню школу. Цього року почали впроваджувати в освітніх закладах українську мову.
У 1920—1930 рр. приділяють увагу ліквідації неписьменності дорослих, тому було створено чотири класи для навчання неписьменних. Цією школою керував учитель М. І. Суботовський.

### Зазимська школа
У 1928—1930 рр. на кошти селян збудовано нову школу (до 1987 р. навчання відбувалось в цій будівлі за адресою: вул. Київська). Керував будівництвом директор С. Г. Литвин. З 1931 р. школа Зазим'ї семирічна, директором школи у 1931—1937 рр. був Яков Гнатович Шкавр, якого безпідставно було звинувачено в «українському буржуазному націоналізмі» і репресовано.
У 1931—1943 рр. кількість учнів становила 419 чоловік, у 1937 р. зареєстровано найбільшу кількість школярів — 527. Директором школи з 1937 до 1941 рр. працював вчитель хімії П. М. Давиденко. Під час нацистської окупації (1941—1943 рр.) семирічна школа не працювала. Гітлерівці дозволили відкрити лише початкову школу.
З 1943 до 1944 рр. директором працював Г. М. Кузьменко, який попри те, що школа давала неповну середню освіту, подбав про випуск 10-го класу в 1944 р.
За керівництва В. З. Гордієнка (очолював школу 1953—1961 рр.) хутірську школу перевезено до центральної (1954 р.). У тому будинку влаштували майстерню і класну кімнату.
1952 р. за ухвалою Київської обласної ради семирічну школу в Зазим'ї перетворено на середню. Перший випуск двох 10-х класів відбувся 1955 р. — 75 хлопців і дівчат одержали атестати про середню освіту. У ці роки 30-40 % старшокласників становила молодь з сел Погреби, Пухівка, Рожівка, Хотянівка.
Під час реформи кінця 1950-х років крім трудового навчання в 1—8-х класах було запроваджено виробниче навчання в 9—10-х класах. Посилилися навчально-виробничі зв'язки з колгоспом «Шлях Ілліча», а згодом і з радгоспом ім. Кірова. Школі допомагають шефи — Київський військовий округ. Старшокласники вивчали автомобільну справу, тваринництво, тракторну справу. У школі функціонували фотогурток і гурток образотворчого мистецтва, який створив О. І. Сергієнко, випускник Київського художнього інституту, учень відомого художника й мистецтвознавця, академіка В. І. Касіяна
Вагомо зміцнено навчально-матеріальну базу школи в 1960—1970-х роках, коли директором працював П. І. Клишта. Збудовано нову майстерню, складське приміщення, у центральному приміщенні обладнано водяне опалення. Запроваджено гаряче харчування. Школа почала працювати в одну зміну.
У 1987 р., завдяки зусиллям П. І. Клишти і за кошти радгоспу ім. Кірова, по вул. Лісовій збудовано нову будівлю школи, у яку 1 вересня 1987 р. прийшло 348 учнів.
Зазимська середня школа є кузнею кадрів:
- О. С. Заєць (учитель хімії) тривалий час керував Русанівською, а потім Княжицькою середніми школами на Броварщині;
- В. С. Власенко (учитель географії) очолював школи на Бориспільщині;
- А. П. Карпенко (викладач географії) у 1960-х роках працював директором Великодимерської середньої школи:
- М. М. Яворенко (учитель трудового навчання) у лютому 1999 р. призначено на посаду директора Погребської загальноосвітньої школи.

Свого часу в Зазимській школі навчалася Т. Й. Литвиненко — Народна артистка України, яка пов'язала свою долю із Львівським театром ім. Марії Заньковецької.
Вагомий внесок у створення сучасного спортивно-фізкультурного комплексу в новій школі зробив Й. С. Зелінський — було облаштовано стадіон, спортивні майданчики, закладено міцну спортивно-фізкультурну базу. Професійний спорт став покликанням В. Ф. Якуші, спортивними досягненнями котрого пишається Київщина. У 1980 р. він став срібним призером XXII Олімпійських ігор у Москві з академічного веслування.
Упродовж 1955—2001 рр. 9 випускників нагороджено золотими, 12 — срібними медалями.
З 1999 р. до школи приєднано дитячий садок. У 2001/2002 навчальному році у школі навчалися 304 учні, у дитячому садочку — 55 дітей. Навчально-виховний заклад працює за статусом «Школа — родина».

## Населення Зазим'я
| Рік  | Дворів та хат | Мешканців | Чоловіків | Жінок |
| ---- | ------------- | --------- | --------- | ----- |
| 1581 | 6             | 54*       | -         | -     |
| 1765 | 29            | 266       | 139       | 127   |
| 1781 | 44            | 396*      | -         | -     |
| 1787 | -             | 362**     | 182       | 180** |
| 1859 | 125           | 724       | 372       | 352   |
| 1868 | -             | 727       | -         | -     |
| 1877 | -             | 555       | -         | -     |
| 1888 | -             | 809**     | 409       | 400** |
| 1897 | 340           | 1694      | 833       | 861   |
| 1901 | -             | 1883      | 868       | 1015  |
| 1917 | 428           | 2594      | -         | -     |
| 1918 | 323           | -         | -         | -     |
| 1923 | 585           | 2584      | 1214      | 1370  |
| 1926 | -             | 2815      | -         | -     |
| 1929 | -             | 2812      | -         | -     |
| 1937 | 612           | 2692**    | -         | -     |
| 1961 | 610           | -         | -         | -     |
| 1970 | -             | 2110      | -         | -     |
| 1985 | -             | 2400      | -         | -     |
| 1990 | -             | 2300      | -         | -     |
| 2001 | -             | 2172      | -         | -     |
| 2015 | -             | 2251      | -         | -     |
| 2018 | -             | 2513      | -         | -     |
| 2019 | -             | 2764      | -         | -     |
| 2020 | -             | 2166      | -         | -     |
| 2021 | -             | 2645      | -         | -     |
| 2022 | 2132***       | 3072      | 1472      | 1600  |

- - з розрахунку 9 осіб на будинок
- * - орієнтовний розрахунок

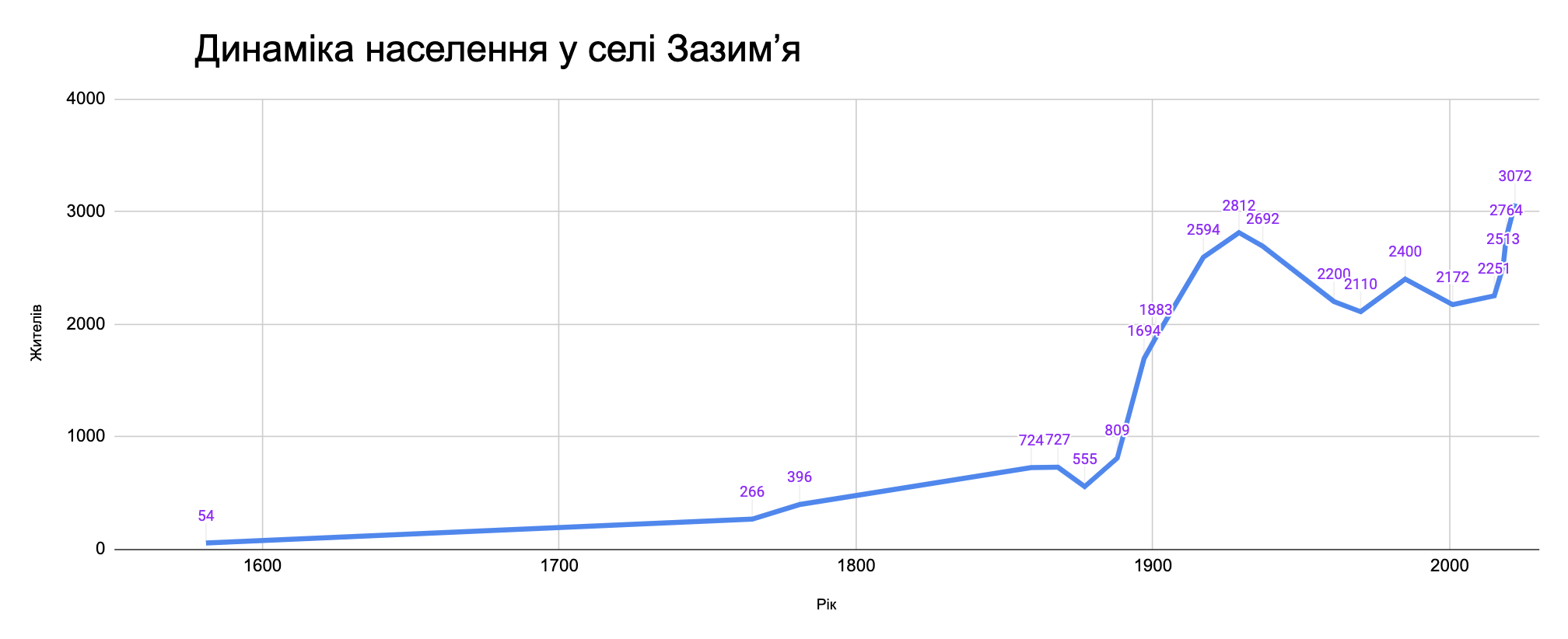
Графік динаміки населення у селі Зазимʼя 1581-2022 роках

  -     - - 1203 садибних будинки і 929 квартир

### Прихожани Зазимської церкви
В даних щодо прихожан включені також мешканці села Погреби, які до 1865 року не мали свого храму і входили до приходу Зазимської церкви.
| Рік  | Чоловіки | Жінки | Всього |
| ---- | -------- | ----- | ------ |
| 1770 | 508      | 490   | 998    |
| 1790 | 525      | 218   | 734    |
| 1810 | 550      | 540   | 1090   |
| 1830 | 589      | 586   | 1175   |
| 1850 | 625      | 230   | 855    |
| 1860 | 641      | 655   | 1296   |

### Мова
Розподіл населення за рідною мовою за даними перепису 2001 року:
| Мова            | Кількість | Відсоток |
| --------------- | --------- | -------- |
| українська      | 2079      | 95.72%   |
| російська       | 86        | 3.96%    |
| білоруська      | 2         | 0.18%    |
| інші/не вказали | 3         | 0.14%    |
| Усього          | 2172      | 100%     |

## Видатні уродженці
- Архієпископ Павло Суботовський - (1771-1832)
- Барбон Микола Борисович(1924—2014) — український дослідник, поет, політв'язень, член Всеукраїнського братства ОУН-УПА ім. Романа Шухевича, комбатант.
- Радченко Василь Матвійович — козак 4-ї Київської дивізії Армії УНР, Герой Другого Зимового походу
- Ружний Михайло — стрілець 6-ї Січової стрілецької дивізії Армії УНР, загиблий у бою з Червоною армією.
- Щур Володимир Іванович (1975—2015) — молодший сержант, Збройні сили України, учасник російсько-української війни, нагороджений орденом «За мужність» (посмертно).
- Якуша Василь Федорович (1958—2020) — радянський академічний веслувальник, призер Олімпійських ігор та чемпіонатів світу.
- Щиголь Юрій Федорович (1983) — Голова  Державної служби спеціального зв'язку та захисту інформації України(2020-дотепер)
- Радченко Іван Сергійович (1880—1921) — керівник зазимського повстання 1920 року, герой другого зимового походу

## Видатні мешканці
- Капштик Іван Маркович (1939) — народний депутат України(1 скликання), Представник Президента в Київській області(1993-1995)
- Тіна Кароль (1985) — співачка, Народна артистка України